# Darcy Robinson
Darcy Anthony Robinson (* 3. Mai 1981 in Kamloops, British Columbia; † 27. September 2007 in Asiago, Italien) war ein italo-kanadischer Eishockeyspieler.

## Karriere
Robinson spielte zunächst von 1997 bis 2001 in der kanadischen Western Hockey League bei den Saskatoon Blades und Red Deer Rebels. Mit den Rebels gewann er am Ende der Saison 2000/01 den Ed Chynoweth Cup, die Meisterschaft der WHL, und das Turnier um den Memorial Cup, die Meisterschaft der Canadian Hockey League. Während dieser Zeit war er von den Pittsburgh Penguins im NHL Entry Draft 1999 in der achten Runde an 233. Position ausgewählt worden.
Im Anschluss an seine Zeit im Juniorenbereich wechselte der Verteidiger in den Profibereich und unterschrieb einen Vertrag in der Organisation der Pittsburgh Penguins, die ihn aber zwischen 2001 und 2005 ausschließlich in ihren Farmteams, den Wheeling Nailers in der ECHL und den Wilkes-Barre/Scranton Penguins in der American Hockey League einsetzte. Nach Auslaufen seines Vertrages wechselte Robinson im Sommer 2005 nach Europa, wo er einen Vertrag bei Asiago Hockey in der italienischen Serie A1 unterzeichnete. Dort spielte er bis zum September 2007, als er beim Saisoneröffnungsspiel nach nicht einmal vier Minuten der Saison 2007/08 gegen den SV Ritten-Renon ohne Einwirkung eines Gegenspielers aufs Eis fiel. Er verstarb wenig später im Krankenhaus Asiagos bzw. auf dem Weg dorthin. Dies ist aufgrund von unterschiedlichen Angaben in verschiedenen Quellen nicht geklärt. Als Todesursache wird plötzlicher Herztod vermutet.
Seine Trikotnummer 5 wurde von Asiago Hockey gesperrt.

## Erfolge und Auszeichnungen
- 2001 President’s-Cup-Gewinn mit den Red Deer Rebels
- 2001 Memorial-Cup-Gewinn mit den Red Deer Rebels

## Karrierestatistik
(Legende zur Spielerstatistik: Sp oder GP = absolvierte Spiele; T oder G = erzielte Tore; V oder A = erzielte Assists; Pkt oder Pts = erzielte Scorerpunkte; SM oder PIM = erhaltene Strafminuten; +/− = Plus/Minus-Bilanz; PP = erzielte Überzahltore; SH = erzielte Unterzahltore; GW = erzielte Siegtore; 1 Play-downs/Relegation; Kursiv: Statistik nicht vollständig)